# Guam Heo Jun
Guam Heo Jun (구암 허준?; titolo internazionale Hur Jun, the Original Story) è una serie televisiva sudcoreana trasmessa su MBC dal 18 marzo al 23 settembre 2013. Remake del drama del 1999 Heo Jun, la serie narra la vita di Heo Jun (o Hur Jun), un uomo comune che riuscì a diventare medico reale a Joseon e usò il nome d'arte "Guam". Heo Jun è l'autore del libro di medicina orientale Dong-ui bogam, considerato il testo alla base della medicina tradizionale coreana.

## Trama
Heo Jun è figlio di una concubina e del governatore di Yeongcheon. Dopo aver visto il brillante dottore Yoo Hee-tae salvare una persona morente, decide di diventare dottore: prima lavora come raccoglitore di erbe medicinali, poi, con l'aiuto di Ye-jin, studia rari testi di medicina importanti dalla dinastia Ming. Mentre accresce le proprie conoscenze, Heo Jun inizia a occuparsi dei pazienti sotto la tutela di Yoo Hee-tae, ma non riesce a curare il cancro allo stomaco del suo mentore. Nonostante l'opprimente sistema di caste dell'epoca e le sue origini umili, Heo Jun raggiunge l'eccellenza nel suo campo e diventa il medico reale di re Seonjo.

## Personaggi
- Heo Jun, interpretato da Kim Joo-hyuk e Kang Han-byeol (da bambino).
- Ye-jin, interpretata da Park Jin-hee.
- Da-hee, interpretata da Park Eun-bin.
- Yoo Do-ji, interpretato da Namgoong Min.
- Yoo Hee-tae, interpretato da Baek Yoon-sik.
- Dama Son, interpretata da Go Doo-shim.
La madre di Heo Jun.
- Kim Min-se, interpretato da Lee Jae-yong.
- Ahn Kwang-ik, interpretato da Jung Ho-bin.
- Gu Il-seo, interpretato da Park Chul-min.
- Ham Ahn-daek, interpretata da Kyeon Mi-ri.
- Yang-tae, interpretato da Yeo Ho-min e Jang Jae-won (da bambino).
- Dama Oh, interpretata da Kim Mi-sook.
- Im Oh-geun, interpretato da Jung Eun-pyo.
- Yang Ye-soo, interpretato da Choi Jong-hwan.
- Heo Ryun, interpretato da Choi Sang-hoon.
- Dama Jang Jung-shil, interpretata da Kim Hye-jung.
- Heo Seok, interpretato da Won Ki-joon e Kang Yi-seok (da bambino).
- Im Mi-hyun, interpretata da Kim So-yeon.

## Ascolti
| Episodio | Data di trasmissione | Dati TNSM           | Dati TNSM                  | Dati AGB            | Dati AGB                   |
| Episodio | Data di trasmissione | A livello nazionale | Area metropolitana di Seul | A livello nazionale | Area metropolitana di Seul |
| -------- | -------------------- | ------------------- | -------------------------- | ------------------- | -------------------------- |
| 1        | 18 marzo 2013        | 6,5%                | 7,6%                       | 6,7%                | 7,9%                       |
| 2        | 19 marzo 2013        | 7,4%                | 8,6%                       | 7,5%                | 8,6%                       |
| 3        | 20 marzo 2013        | 7,2%                | 8,3%                       | 7,6%                | 8,3%                       |
| 4        | 21 marzo 2013        | 6,6%                | 7,1%                       | 6,2%                | 6,8%                       |
| 5        | 22 marzo 2013        | 5,7%                | 5,8%                       | 5,7%                | 6,3%                       |
| 6        | 25 marzo 2013        | 6,3%                | 6,5%                       | 5,4%                | 6,1%                       |
| 7        | 27 marzo 2013        | 5,8%                | 6,6%                       | 6,2%                | 6,9%                       |
| 8        | 28 marzo 2013        | 6,3%                | 6,9%                       | 6,1%                | 6,7%                       |
| 9        | 29 marzo 2013        | 5,8%                | 6,8%                       | 5,4%                | 5,5%                       |
| 10       | 1 aprile 2013        | 6,8%                | 7,0%                       | 6,3%                | 6,8%                       |
| 11       | 2 aprile 2013        | 7,2%                | 8,4%                       | 7,8%                | 8,8%                       |
| 12       | 3 aprile 2013        | 6,3%                | 6,6%                       | 7,3%                | 8,5%                       |
| 13       | 4 aprile 2013        | 7,4%                | 9,2%                       | 6,4%                | 6,6%                       |
| 14       | 5 aprile 2013        | 6,2%                | 6,9%                       | 6,8%                | 8,2%                       |
| 15       | 8 aprile 2013        | 6,0%                | 7,1%                       | 7,4%                | 7,8%                       |
| 16       | 9 aprile 2013        | 7,2%                | 8,1%                       | 7,4%                | 8,3%                       |
| 17       | 10 aprile 2013       | 7,6%                | 9,3%                       | 6,3%                | 6,8%                       |
| 18       | 11 aprile 2013       | 6,4%                | 6,6%                       | 6,9%                | 7,3%                       |
| 19       | 12 aprile 2013       | 6,1%                | 7,3%                       | 6,0%                | 7,0%                       |
| 20       | 15 aprile 2013       | 7,3%                | 8,3%                       | 6,8%                | 7,7%                       |
| 21       | 16 aprile 2013       | 7,7%                | 9,1%                       | 7,8%                | 8,1%                       |
| 22       | 17 aprile 2013       | 7,2%                | 7,9%                       | 7,6%                | 8,7%                       |
| 23       | 18 aprile 2013       | 7,6%                | 8,3%                       | 7,1%                | 7,8%                       |
| 24       | 19 aprile 2013       | 7,1%                | 8,1%                       | 7,6%                | 8,5%                       |
| 25       | 22 aprile 2013       | 8,1%                | 9,0%                       | 8,0%                | 8,8%                       |
| 26       | 23 aprile 2013       | 9,6%                | 10,6%                      | 8,3%                | 9,0%                       |
| 27       | 24 aprile 2013       | 8,6%                | 9,1%                       | 8,4%                | 9,3%                       |
| 28       | 25 aprile 2013       | 9,2%                | 9,9%                       | 8,6%                | 9,5%                       |
| 29       | 26 aprile 2013       | 6,3%                | 7,1%                       | 7,5%                | 8,3%                       |
| 30       | 29 aprile 2013       | 7,7%                | 8,1%                       | 8,0%                | 8,3%                       |
| 31       | 30 aprile 2013       | 8,0%                | 8,0%                       | 9,0%                | 9,9%                       |
| 32       | 1 maggio 2013        | 8,4%                | 9,3%                       | 8,6%                | 9,6%                       |
| 33       | 2 maggio 2013        | 8,0%                | 8,1%                       | 8,5%                | 9,9%                       |
| 34       | 3 maggio 2013        | 7,3%                | 8,2%                       | 7,2%                | 7,4%                       |
| 35       | 6 maggio 2013        | 9,0%                | 9,6%                       | 10,0%               | 11,0%                      |
| 36       | 7 maggio 2013        | 9,4%                | 9,4%                       | 9,5%                | 10,2%                      |
| 37       | 8 maggio 2013        | 8,4%                | 8,5%                       | 8,5%                | 8,9%                       |
| 38       | 9 maggio 2013        | 9,3%                | 9,4%                       | 8,3%                | 8,8%                       |
| 39       | 10 maggio 2013       | 8,4%                | 9,2%                       | 8,6%                | 9,7%                       |
| 40       | 13 maggio 2013       | 9,5%                | 10,4%                      | 9,2%                | 9,9%                       |
| 41       | 14 maggio 2013       | 10,3%               | 11,1%                      | 9,8%                | 10,9%                      |
| 42       | 15 maggio 2013       | 9,6%                | 9,0%                       | 9,5%                | 10,2%                      |
| 43       | 16 maggio 2013       | 8,5%                | 8,6%                       | 8,6%                | 8,9%                       |
| 44       | 17 maggio 2013       | 8,4%                | 9,4%                       | 8,4%                | 9,5%                       |
| 45       | 20 maggio 2013       | 9,5%                | 10,4%                      | 8,7%                | 9,4%                       |
| 46       | 21 maggio 2013       | 9,2%                | 9,7%                       | 8,3%                | 8,5%                       |
| 47       | 22 maggio 2013       | 8,5%                | 9,5%                       | 8,7%                | 9,6%                       |
| 48       | 23 maggio 2013       | 7,8%                | 8,6%                       | 8,2%                | 9,0%                       |
| 49       | 24 maggio 2013       | 7,3%                | 7,9%                       | 8,1%                | 8,3%                       |
| 50       | 27 maggio 2013       | 9,3%                | 10,6%                      | 8,3%                | 8,8%                       |
| 51       | 28 maggio 2013       | 10,2%               | 11,2%                      | 9,5%                | 10,4%                      |
| 52       | 29 maggio 2013       | 10,0%               | 10,8%                      | 9,2%                | 10,5%                      |
| 53       | 30 maggio 2013       | 9,2%                | 9,5%                       | 8,9%                | 9,2%                       |
| 54       | 31 maggio 2013       | 8,4%                | 8,3%                       | 7,8%                | 8,2%                       |
| 55       | 3 giugno 2013        | 9,8%                | 11,2%                      | 9,2%                | 9,9%                       |
| 56       | 4 giugno 2013        | 10,0%               | 10,9%                      | 9,9%                | 10,4%                      |
| 57       | 5 giugno 2013        | 8,9%                | 9,4%                       | 8,7%                | 9,0%                       |
| 58       | 6 giugno 2013        | 9,4%                | 10,2%                      | 9,9%                | 10,6%                      |
| 59       | 10 giugno 2013       | 9,3%                | 10,3%                      | 9,0%                | 9,6%                       |
| 60       | 11 giugno 2013       | 7,6%                | 8,6%                       | 7,8%                | 8,1%                       |
| 61       | 12 giugno 2013       | 9,5%                | 10,0%                      | 9,6%                | 10,0%                      |
| 62       | 13 giugno 2013       | 9,7%                | 9,3%                       | 8,7%                | 9,7%                       |
| 63       | 14 giugno 2013       | 9,6%                | 9,7%                       | 8,5%                | 9,2%                       |
| 64       | 17 giugno 2013       | 10,2%               | 10,6%                      | 9,1%                | 9,2%                       |
| 65       | 18 giugno 2013       | 9,4%                | 9,9%                       | 8,6%                | 9,3%                       |
| 66       | 19 giugno 2013       | 9,9%                | 10,7%                      | 8,8%                | 9,6%                       |
| 67       | 20 giugno 2013       | 9,0%                | 8,9%                       | 9,0%                | 9,7%                       |
| 68       | 21 giugno 2013       | 9,4%                | 10,6%                      | 8,0%                | 8,2%                       |
| 69       | 24 giugno 2013       | 10,2%               | 10,3%                      | 9,4%                | 10,1%                      |
| 70       | 25 giugno 2013       | 9,5%                | 9,5%                       | 9,6%                | 9,8%                       |
| 71       | 26 giugno 2013       | 9,8%                | 10,9%                      | 7,8%                | 7,3%                       |
| 72       | 27 giugno 2013       | 9,0%                | 9,8%                       | 8,6%                | 9,6%                       |
| 73       | 28 giugno 2013       | 8,6%                | 9,9%                       | 9,1%                | 9,9%                       |
| 74       | 1 luglio 2013        | 9,9%                | 11,2%                      | 9,6%                | 10,3%                      |
| 75       | 2 luglio 2013        | 10,0%               | 11,0%                      | 10,7%               | 11,3%                      |
| 76       | 3 luglio 2013        | 9,3%                | 10,2%                      | 9,2%                | 9,8%                       |
| 77       | 4 luglio 2013        | 10,5%               | 11,7%                      | 10,8%               | 11,7%                      |
| 78       | 5 luglio 2013        | 9,6%                | 9,9%                       | 9,4%                | 9,8%                       |
| 79       | 8 luglio 2013        | 10,2%               | 11,1%                      | 10,3%               | 11,1%                      |
| 80       | 9 luglio 2013        | 11,1%               | 12,3%                      | 11,6%               | 11,9%                      |
| 81       | 10 luglio 2013       | 10,1%               | 11,3%                      | 10,8%               | 11,7%                      |
| 82       | 11 luglio 2013       | 11,0%               | 12,4%                      | 10,3%               | 10,9%                      |
| 83       | 12 luglio 2013       | 10,0%               | 11,2%                      | 9,6%                | 9,4%                       |
| 84       | 15 luglio 2013       | 11,3%               | 12,8%                      | 9,8%                | 9,9%                       |
| 85       | 16 luglio 2013       | 10,5%               | 12,2%                      | 10,5%               | 11,6%                      |
| 86       | 17 luglio 2013       | 10,7%               | 11,7%                      | 11,1%               | 12,9%                      |
| 87       | 18 luglio 2013       | 9,9%                | 10,7%                      | 11,0%               | 12,5%                      |
| 88       | 19 luglio 2013       | 9,8%                | 10,3%                      | 9,9%                | 10,8%                      |
| 89       | 22 luglio 2013       | 10,7%               | 11,8%                      | 10,6%               | 11,6%                      |
| 90       | 23 luglio 2013       | 10,2%               | 11,4%                      | 10,8%               | 12,3%                      |
| 91       | 24 luglio 2013       | 9,2%                | 10,2%                      | 9,8%                | 11,0%                      |
| 92       | 25 luglio 2013       | 9,5%                | 10,1%                      | 9,6%                | 10,5%                      |
| 93       | 26 luglio 2013       | 8,7%                | 9,2%                       | 9,4%                | 10,4%                      |
| 94       | 29 luglio 2013       | 10,3%               | 11,2%                      | 9,8%                | 10,5%                      |
| 95       | 30 luglio 2013       | 11,7%               | 13,1%                      | 10,4%               | 11,2%                      |
| 96       | 31 luglio 2013       | 10,9%               | 11,9%                      | 10,6%               | 11,0%                      |
| 97       | 1 agosto 2013        | 10,3%               | 11,7%                      | 10,4%               | 11,4%                      |
| 98       | 2 agosto 2013        | 9,7%                | 11,4%                      | 9,7%                | 10,3%                      |
| 99       | 5 agosto 2013        | 11,4%               | 13,0%                      | 11,1%               | 12,3%                      |
| 100      | 6 agosto 2013        | 11,4%               | 12,4%                      | 11,0%               | 11,9%                      |
| 101      | 7 agosto 2013        | 10,1%               | 10,7%                      | 10,0%               | 10,6%                      |
| 102      | 8 agosto 2013        | 9,7%                | 10,7%                      | 10,1%               | 11,9%                      |
| 103      | 9 agosto 2013        | 9,1%                | 9,6%                       | 10,2%               | 11,4%                      |
| 104      | 12 agosto 2013       | 9,7%                | 10,4%                      | 10,1%               | 10,7%                      |
| 105      | 13 agosto 2013       | 10,8%               | 12,8%                      | 10,7%               | 11,5%                      |
| 106      | 15 agosto 2013       | 10,0%               | 10,5%                      | 10,2%               | 11,0%                      |
| 107      | 16 agosto 2013       | 9,9%                | 10,5%                      | 11,0%               | 11,5%                      |
| 108      | 19 agosto 2013       | 11,2%               | 12,7%                      | 11,6%               | 12,8%                      |
| 109      | 20 agosto 2013       | 10,3%               | 11,9%                      | 11,2%               | 12,2%                      |
| 110      | 21 agosto 2013       | 10,2%               | 12,0%                      | 10,6%               | 12,1%                      |
| 111      | 22 agosto 2013       | 10,6%               | 11,7%                      | 9,9%                | 10,9%                      |
| 112      | 23 agosto 2013       | 9,8%                | 10,0%                      | 9,6%                | 10,5%                      |
| 113      | 26 agosto 2013       | 11,2%               | 12,3%                      | 11,1%               | 12,2%                      |
| 114      | 27 agosto 2013       | 10,6%               | 11,7%                      | 10,4%               | 11,3%                      |
| 115      | 28 agosto 2013       | 11,2%               | 12,1%                      | 10,5%               | 11,5%                      |
| 116      | 29 agosto 2013       | 10,4%               | 11,0%                      | 10,4%               | 11,8%                      |
| 117      | 30 agosto 2013       | 9,9%                | 10,4%                      | 10,7%               | 11,8%                      |
| 118      | 2 settembre 2013     | 10,4%               | 10,3%                      | 11,1%               | 12,2%                      |
| 119      | 3 settembre 2013     | 11,5%               | 12,0%                      | 11,0%               | 12,1%                      |
| 120      | 4 settembre 2013     | 10,1%               | 11,0%                      | 11,8%               | 13,0%                      |
| 121      | 5 settembre 2013     | 10,6%               | 11,7%                      | 10,3%               | 11,1%                      |
| 122      | 6 settembre 2013     | 10,6%               | 10,7%                      | 10,4%               | 11,4%                      |
| 123      | 9 settembre 2013     | 11,6%               | 12,4%                      | 10,4%               | 10,5%                      |
| 124      | 10 settembre 2013    | 9,7%                | 10,4%                      | 11,0%               | 11,7%                      |
| 125      | 11 settembre 2013    | 10,5%               | 11,3%                      | 10,1%               | 10,7%                      |
| 126      | 12 settembre 2013    | 9,5%                | 9,9%                       | 9,9%                | 10,6%                      |
| 127      | 13 settembre 2013    | 9,5%                | 9,5%                       | 10,0%               | 10,8%                      |
| 128      | 16 settembre 2013    | 9,6%                | 9,7%                       | 10,0%               | 11,3%                      |
| 129      | 17 settembre 2013    | 9,8%                | 10,9%                      | 10,3%               | 11,1%                      |
| 130      | 18 settembre 2013    | 9,4%                | 10,6%                      | 10,0%               | 11,0%                      |
| 131      | 23 settembre 2013    | 10,8%               | 12,3%                      | 11,1%               | 11,9%                      |
| 132      | 24 settembre 2013    | 12,4%               | 13,2%                      | 10,5%               | 10,9%                      |
| 133      | 25 settembre 2013    | 10,8%               | 11,8%                      | 10,9%               | 12,2%                      |
| 134      | 26 settembre 2013    | 10,5%               | 11,0%                      | 10,5%               | 11,3%                      |
| 135      | 27 settembre 2013    | 10,6%               | 11,3%                      | 8,7%                | 9,1%                       |

## Colonna sonora
1. Following That River (저 강물 따라서) – BMK
2. A Day (하루) – Park Wan-kyu

## Riconoscimenti
| Anno | Premio           | Categoria                                                  | Ricevente     | Risultato   |
| ---- | ---------------- | ---------------------------------------------------------- | ------------- | ----------- |
| 2013 | MBC Drama Awards | Premio alla massima eccellenza, attore in un drama seriale | Kim Joo-hyuk  | Candidato/a |
| 2013 | MBC Drama Awards | Premio all'eccellenza, attore in un drama seriale          | Namgoong Min  | Candidato/a |
| 2013 | MBC Drama Awards | Premio d'oro alla recitazione, attore                      | Baek Yoon-sik | Candidato/a |
| 2013 | MBC Drama Awards | Miglior nuova attrice                                      | Park Eun-bin  | Candidato/a |